# Janusz Sieczkowski

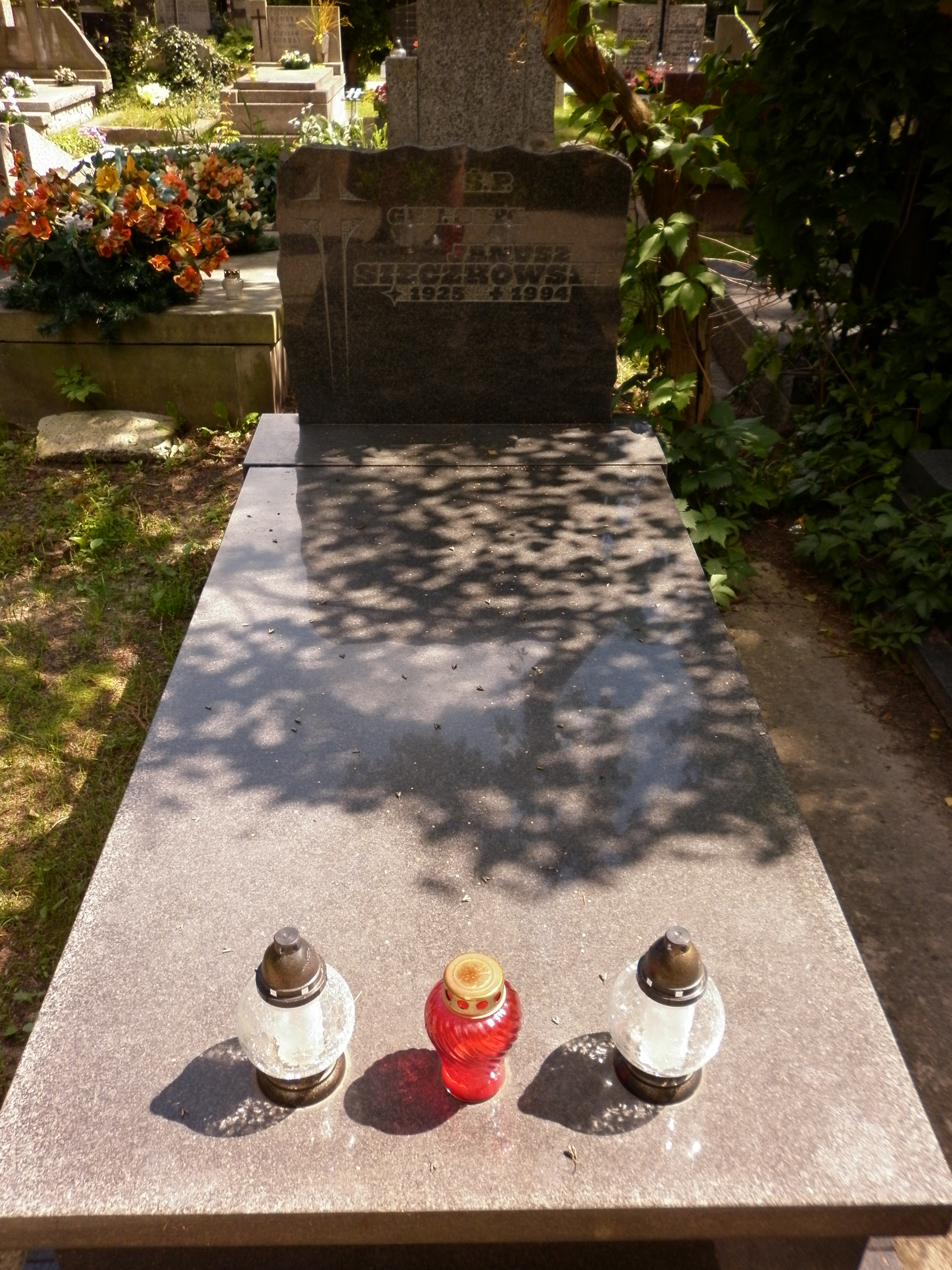
Grób Janusza Sieczkowskiego na Cmentarzu Wojskowym na Powązkach

Janusz Sieczkowski (ur. 13 stycznia 1925 w Prużanie, zm. 7 października 1994 w Warszawie) – generał brygady WP.

## Życiorys
Skończył dwie klasy gimnazjum w Prużanie. Po zajęciu wschodnich terenów Polski przez Armię Czerwoną lutym 1940 został deportowany wraz z rodziną do Mołotowska w obwodzie archangielskim. W 1941 mimo prób zaciągnięcia się, z powodu młodego wieku nie został przyjęty do armii gen. Władysława Andersa. Następnie pracował jako robotnik leśny w Państwowym Przedsiębiorstwie Leśnym w Kargowinie. W styczniu 1943 wcielony do Armii Czerwonej jako szeregowy, a później dowódca drużyny w polskim batalionie saperów w Mołotowsku. 
W maju 1943 wstąpił na własną prośbę do Polskich Sił Zbrojnych w ZSRR i został elewem samodzielnego batalionu szkolnego 1 Dywizji Piechoty im. T. Kościuszki w obozie w Sielcach nad Oką. W sierpniu 1943 skończył szkołę podoficerską jako dowódca drużyny. Uczestnik bitwy pod Lenino w dniach 12-13 października 1943. Od listopada 1943 podchorąży Szkoły Oficerów Polityczno-Wychowawczych przy 1 Dywizji Piechoty. W lutym 1944 przeniesiony do 3 Dywizji Piechoty im. R. Traugutta, gdzie był zastępcą komendanta szkoły podoficerskiej 7 pułku piechoty ds. polityczno-wychowawczych. 1 maja 1944 został awansowany do stopnia chorążego i objął funkcję zastępcy dowódcy samodzielnej kompanii fizylierów 7 pułku piechoty ds. liniowych, a 16 września został dowódcą plutonu zwiadu. Od marca 1945 dowódca plutonu piechoty. Uczestnik walk 3 Dywizji Piechoty nad Pilicą, na przyczółku warecko-magnuszewskim, na przyczółkach warszawskich, marszu na Bydgoszcz, walk na Wale Pomorskim i szturmu na Kołobrzeg.  1 września 1944 ciężko ranny w klatkę piersiową, a 9 marca 1945 podczas szturmu Kołobrzegu po raz drugi ciężko ranny w klatkę piersiową, rękę i nogę. Przez 6 miesięcy przebywał na leczeniu. 
Po wyleczeniu ran w listopadzie 1945 został dowódcą kompanii fizylierów, a w 1946 skończył kurs oficerów sztabu w Centrum Wyszkolenia Piechoty. Po ukończeniu kursu został pomocnikiem szefa II wydziału sztabu 3 Dywizji Piechoty, a od marca 1947 był oficerem taktyczno-wyszkoleniowym w 8 pułku piechoty w Zamościu, w którym w listopadzie 1948 został zastępcą dowódcy ds. wyszkolenia. Uczestnik walk ze zbrojnym podziemiem niepodległościowym na Lubelszczyźnie w 1947 roku. W listopadzie 1949 został szefem sztabu 2 pułku piechoty w Legionowie, a w styczniu 1951 szefem sztabu 50 pułku piechoty w Lidzbarku Warmińskim. W sierpniu 1951 został dowódcą tego pułku. 30 maja 1953 został dowódcą 3 pułku piechoty w Ciechanowie. We wrześniu 1954 skończył Kurs Doskonalenia Oficerów przy Akademii Sztabu Generalnego WP w Rembertowie, następnie wykładał w tej akademii taktykę ogólną w Katedrze Taktyki Ogólnej. We wrześniu 1956 skończył studia zaoczne na ASG i uzyskał tytuł oficera dyplomowanego. 
W listopadzie 1956 został zastępcą dowódcy 9 Dywizji Piechoty ds. liniowych w Rzeszowie, we wrześniu 1962 dowódcą 3 Dywizji Zmechanizowanej w Lublinie, a w kwietniu 1966 dowódcą 15 Dywizji Zmechanizowanej w Olsztynie. 9 października 1968 na mocy uchwały Rady Państwa PRL awansowany do stopnia generała brygady; nominację wręczył mu w Belwederze przewodniczący Rady Państwa PRL Marszałek Polski Marian Spychalski. Od stycznia 1969 dowódca 1 Warszawskiej Dywizji Zmechanizowanej im. T. Kościuszki w Legionowie. Od lipca 1971 pełnił funkcję komendanta Centralnego Ośrodka Szkolenia Ogólnowojskowego w Rembertowie, a od listopada 1973 był zastępcą szefa Inspekcji Sił Zbrojnych. W 1976 przebywał na Kursie Operacyjno-Strategicznym w Akademii Sztabu Generalnego Sił Zbrojnych im. K. Woroszyłowa w Moskwie. W latach 1976–1977 uczestniczył w Kursie Przeszkolenia Oficerów Inspekcji Sił Zbrojnych.
Jesienią 1978 przeniesiony do służby dyplomatycznej i mianowany szefem Misji Polskiej w Komisji Nadzorczej Państw Neutralnych w Korei w randze ministra pełnomocnego (do stycznia 1980). 20 czerwca 1980 został zastępcą komendanta Akademii Sztabu Generalnego WP ds. liniowych. Od czerwca 1987 roku po raz kolejny oddelegowany do służby poza wojskiem i wyznaczony na stanowisko dyrektora Departamentu Spraw Obronnych w Ministerstwie Rolnictwa, Leśnictwa i Gospodarki Żywnościowej. W kwietniu 1990 pożegnany przez ministra obrony narodowej gen. armii Floriana Siwickiego w związku z zakończeniem zawodowej służby wojskowej i 20 listopada 1990 przeniesiony w stan spoczynku. 
Pochowany 13 października 1994 na cmentarzu Powązki Wojskowe w Warszawie (kwatera G-2-50).

## Awanse
W trakcie wieloletniej służby w ludowym Wojsku Polskim otrzymywał awanse na kolejne stopnie wojskowe:
- podporucznik - 1944
- porucznik - 1946
- kapitan - 1947
- major - 1951
- podpułkownik - 1955
- pułkownik - 1960
- generał brygady - 1968

## Odznaczenia i wyróżnienia
- Krzyż Komandorski Orderu Odrodzenia Polski (1983)[3]
- Krzyż Oficerski Orderu Odrodzenia Polski (1963)
- Order Virtuti Militari V klasy (1968)
- Krzyż Walecznych (dwukrotnie - 1945 i 1946)
- Złoty Krzyż Zasługi (1959)
- Srebrny Medal „Zasłużonym na Polu Chwały” (trzykrotnie w 1945)
- Brązowy Medal Zasłużonym na Polu Chwały (1944)
- Medal za Warszawę 1939–1945 (1946)
- Medal za Odrę, Nysę, Bałtyk (1946)
- Medal „Za udział w walkach o Berlin” (1967)
- Warszawski Krzyż Powstańczy (1984)
- Krzyż Bitwy pod Lenino (1988)
- Medal 10-lecia Polski Ludowej (1954)
- Medal 30-lecia Polski Ludowej (1974)
- Medal 40-lecia Polski Ludowej (1984)
- Złoty Medal „Siły Zbrojne w Służbie Ojczyzny” (1958)
- Srebrny Medal „Siły Zbrojne w Służbie Ojczyzny”
- Brązowy Medal „Siły Zbrojne w Służbie Ojczyzny”
- Złoty Medal „Za zasługi dla obronności kraju” (1977)
- Srebrny Medal „Za zasługi dla obronności kraju”
- Brązowy Medal Za zasługi dla obronności kraju
- Medal „Za udział w walkach w obronie władzy ludowej” (1984)
- Srebrna Odznaka „Za Zasługi dla Obrony Cywilnej” (1981)
- Odznaka Honorowa Polskiego Czerwonego Krzyża I stopnia (1971)[4]
- Złota odznaka honorowa „Za Zasługi dla Warszawy” (1971)[5]
- Medal "Za długoletnią, ofiarną służbę" (nadany przez ministra obrony narodowej, 1990)
- Order Wojny Ojczyźnianej I klasy (ZSRR) (1968)
- Medal „Za zwycięstwo nad Niemcami w Wielkiej Wojnie Ojczyźnianej 1941–1945” (ZSRR, 1946)
- Medal jubileuszowy „Dwudziestolecia zwycięstwa w Wielkiej Wojnie Ojczyźnianej 1941–1945” (ZSRR)
- Medal jubileuszowy „Trzydziestolecia zwycięstwa w Wielkiej Wojnie Ojczyźnianej 1941–1945” (ZSRR)
- Medal jubileuszowy „Czterdziestolecia zwycięstwa w Wielkiej Wojnie Ojczyźnianej 1941–1945” (ZSRR)
- Medal „Za wyzwolenie Warszawy” (ZSRR, 1946)
- Medal „Za Zdobycie Berlina” (ZSRR, 1946)
- Order Flagi Narodowej II klasy (Korea Północna, 1980)
- Wpis do Honorowej Księgi Czynów Żołnierskich (1985)

## Życie prywatne
Syn Zygmunta (1890-1933), nauczyciela i Heleny z domu Świerczewskiej (1892-1958). Mieszkał w Warszawie. Od 1950 żonaty z Ireną z domu Lewicką. Miał trzy córki i syna.